# Viktning
Viktning är en statistisk metod där över- och underrepresenterade grupper i ett undersökningsmaterial tilldelas en vikt som motsvarar gruppens relativa storlek i förhållande till populationen. Viktning kan också användas för att ge olika tyngd åt olika grupper eller frågeställningar.

## Viktning i statistik
Genom viktning kan ett snedfördelat stickprov få en mer rättvisande bild av populationen. Viktning är i allmänhet nödvändig då man gör skilda stickprov i olika delar av populationen som skall undersökas, till exempel för att undvika att få alltför få representanter för mindre grupper.
Viktning kan i viss mån minska de negativa konsekvenserna av ett stort bortfall. Här föreligger dock en risk att man ger större vikt åt individer som ingår i – men inte är representativa för – gruppen med stort bortfall.

## Viktning i andra sammanhang
Fram tills införande av allmän och lika rösträtt kunde en rösts vikt vid kommunalvalet bero på hur stor skatt den röstande betalade. Vid aktiebolags bolagsstämmor viktas rösterna enligt den röstandes aktieinnehav, ibland med olika vikt för olika aktietyper.
Vid bedömning i skolan kan läraren ofta välja olika maximipoäng för olika provuppgifter eller olika bedömda helheter och därmed vikta – ge olika tyngd åt – de kunskaper eller färdigheter som mäts. Läraren kan också använda vikter för att ge mer lika tyngd åt färdigheterna som mäts, genom att ge lägre vikt åt sådant som bedöms mer ofta.